# Schranke (Medizin)
Eine Schranke bezeichnet in der Medizin eine physiologische Barriere zwischen einem Körperbereich und dem Blutkreislauf bei Wirbeltierorganismen. Sie erfüllt eine Schutz- und Regulierungsfunktion und verhindert oder verzögert zumindest den Übertritt potentiell schädlicher Stoffe oder Zellen aus dem Blutkreislauf in das jeweilige Organ oder in den Körperbereich. Unter bestimmten Einflüssen wie beispielsweise Stress, aber auch bei Vergiftungen, kann die Permeabilität der Schranke zu- oder abnehmen.
Schranken haben eine hohe Bedeutung in der Pharmakologie. Beispielsweise kann der Wirkstoff Loperamid (ein Durchfallmedikament das zu den Opioiden zählt) die Blut-Hirn-Schranke nicht passieren. Im Gegensatz z. B. zu Alkohol, der die Schranke zum Gehirn passiert, hat Loperamid daher keine berauschende Wirkung.
Eine Sonderfunktion nimmt die Plazentaschranke ein, welche die Blutkreisläufe von Mutter und Fötus voneinander trennt.
Beispiele von verschiedenen Schranken:
- Blut-Hirn-Schranke
- Blut-Harn-Schranke
- Blut-Hoden-Schranke
- Blut-Liquor-Schranke
- Blut-Luft-Schranke
- Blut-Thymus-Schranke
- Plazentaschranke
- Blut-Kammerwasser-Schranke
- Blut-Retina-Schranke
- Blut-Augen-Schranke